# ムザッファル・バイバルス
バイバルス・アル＝ジャーシンキール（バイバルス2世、アラビア語： الملك المظفّر ركن الدين بيبرس البُرْجي المنصوري الجاشنكير , 転写：al-Malik al-Muẓaffar Rukn ad-Dīn Baybars al-Burjī al-Manṣūrī al-Jāshnakīr, ? - 1310年）は、マムルーク朝（バフリー・マムルーク朝）の第14代スルターン（在位：1309年 - 1310年）。即位名により、ムザッファル・バイバルス（الملك المظفّر بيبرس al-Malik al-Muẓaffar Baybars）とも略称される。名前の「アル＝ジャーシンキール（al-Jāshnakīr）」は毒見役を意味する。

## 生涯

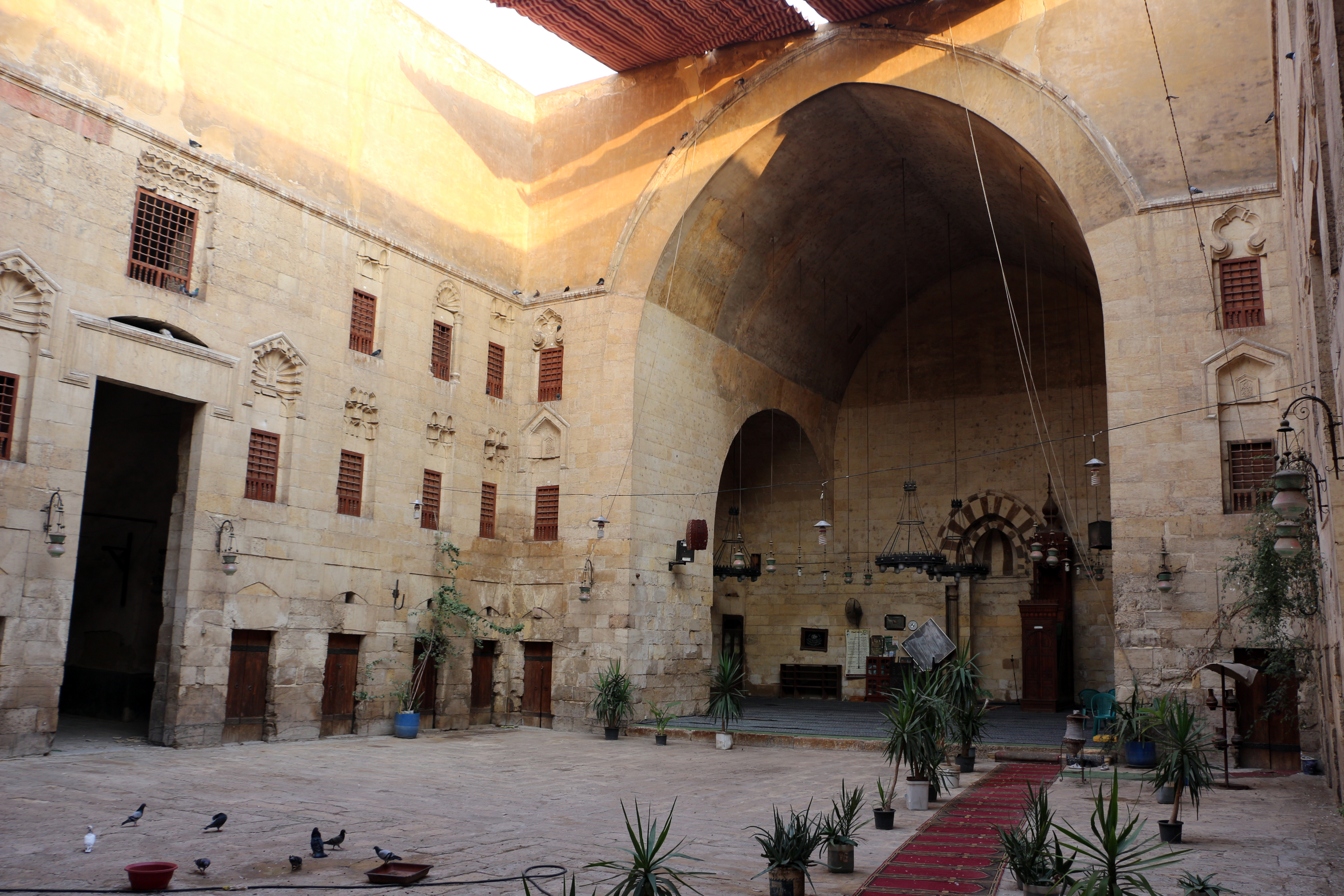
バイバルス・ジャーシンキールのハーンカー（カイロ）

チェルケス人で構成されるブルジー・マムルークの出身。
即位前のバイバルスはスルターンの毒見役を務めていた。ナースィル・ムハンマドの第2治世では、同僚のサラールと共同でムハンマドの後見人を務めた。2人は最低限の食事と日用品の支給すら行わずにムハンマドを冷遇し、この事実を知ったカイロの民衆はスルターンの待遇改善を求めてデモを起こした。ムハンマドはこの機に乗じてバイバルス、サラールの打倒を図るが計画は事前に漏れ、バイバルスらはムハンマドの監視をより一層強めた。デモの後にバイバルス、サラールの党派とスルターンの親衛隊を構成するチェルケス系のブルジー・マムルークの間に対立が起きる。政争に嫌気がさしたムハンマドはメッカ巡礼に旅立ち、1308年にカラクに到着すると退位を宣言してカラクに留まった。この行動に驚いたバイバルスたちはムハンマドにカイロに戻るよう懇願するが、彼らの声は聞き入れられず、空位となったスルターンの椅子に誰が座るかが問題となった。
最初にサラールがスルターンに推薦されるがブルジー・マムルークから反対を受けたために辞退し、サラールが代わりに推薦したバイバルスが即位することで妥協がなった。治世の初期に、天災によってナイル川の水量が減少したために物価の高騰が起こり、食糧を求める民衆は政府に抗議を行った。バイバルス2世は民衆の襲撃から身を守るためにチェルケス系マムルークを護衛として購入するが、将軍たちはバイバルス2世の人事に不満を抱いた。加えて、将軍たちの中にはカラクのムハンマドを支持する者も多く、バイバルス2世はムハンマドに所有するマムルークと輜重の引き渡しを要求した。ムハンマドはこの要求を拒否し、バイバルス2世に反感を抱いていたシリア各地の太守を味方につけ、カラクで挙兵した。1309年にムハンマドはダマスカスに入城、カイロの将校にもムハンマドの支持に回る者が多く、バイバルス2世はサラールら側近と相談した結果、王位をムハンマドに明け渡して助命を嘆願した。ムハンマドの即位後にバイバルス2世はシリアへの逃亡を企てるが失敗し、獄中で殺害された。
バイバルス2世が建立した修道院は、カイロで有数の規模とワクフ（寄進地）を有していた。